# Vassili Ivanovitch Koltchak
Pour les articles homonymes, voir Koltchak.
Vassili Ivanovitch Koltchak, (en alphabet cyrillique : Василий Иванович Колчак, né le 1er janvier 1837 à Odessa, décédé le 4 avril 1913 à Saint-Pétersbourg, général russe, un des héros de la guerre de Crimée, diplômé du lycée Richelieu d'Odessa, capitaine de l'artillerie navale, ingénieur militaire, major-général de l'Amirauté en 1893, diplômé de l'Institut des ingénieurs des mines[réf. souhaitée].

## Famille
Fils de Ivan Loukianovitch Koltchak et de Iekaterina Oksentivna Barkareva.
Vassili Ivanovitch Koltchak épousa Olga Ilinitchna Posokhova, (1855-1894). L'épouse du major-général était issue d'une famille de marchands.

## Enfants
- Alexandre Vassilievitch Koltchak (1873-1920).
- Iekaterina Vassilievna Koltchak (1875-), le 28 juillet 1886, elle épousa Nikolaï Nikolaöevitch Kryjanovski[5].
- Lioubova Vassilievna Koltchak (décédée enfant)[6].

## Biographie

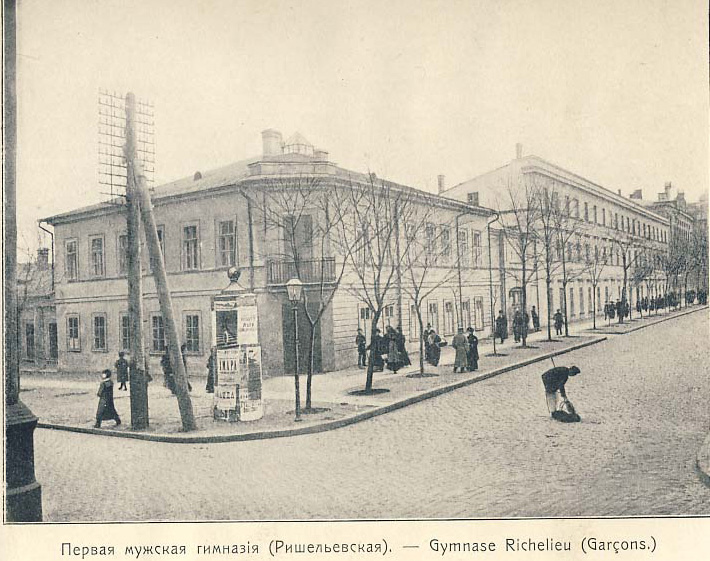
Le lycée Richelieu à Odessa en 1910

Né en 1837, à Odessa, le jeune Vassili Ivanovitch Koltchak fréquenta le lycée Richelieu à Odessa, sorti diplômé de cette école fondée en 1817 par le français Armand Emmanuel du Plessis, duc de Richelieu. En 1854, il rejoignit le corps de cadets de l'artillerie navale.
En 1855, pendant le siège de Sébastopol, il fut désigné pour escorter un transport de poudre, le navire leva l'ancre dans le port de Nikolaïev et prit la direction de Sébastopol. Arrivé à destination, Vassili Ivanovitch Koltchak fut envoyé sur la colline Malakoff. Le 4 août 1855, il défendit avec courage la position russe attaquée par les Français, en récompense pour sa bravoure au combat, il lui fut décerné l'
Ordre de Saint-Georges. 
Lors du dernier assaut de la colline de Malakov, le 26 août 1855, Vassili Ivanovitch Koltchak fut grièvement blessé, capturé par les Français, il fut envoyé aux îles des Princes[Laquelle ?] en mer de Marmara. Au terme de l'assaut de la tour Malakov, Vassili Ivanovitch Koltchak fut l'un des sept survivants. Son père raconte son exploit dans un article de la Revue maritime : Koltchak (B.), général d’artillerie en retraite de la marine russe. La tour de Malakoff.
De retour de captivité, Koltchak étudia à l'Institut des ingénieurs des mines, après l'obtention de son diplôme, afin d'étudier la métallurgie, pendant une brève période, il travailla dans une usine de canons située en Oural. En 1863, il dirigea la réception des armes et munitions à l'usine d'acier Oboukhovski située à Saint-Pétersbourg. En 1893, en retraite, il fut élevé au grade de major-général. Mais, en qualité d'ingénieur et chef d'atelier, il continua à diriger l'atelier de réception jusqu'en 1899, année où il se retira de la vie active.
Il fut spécialisé dans l'artillerie de campagne.

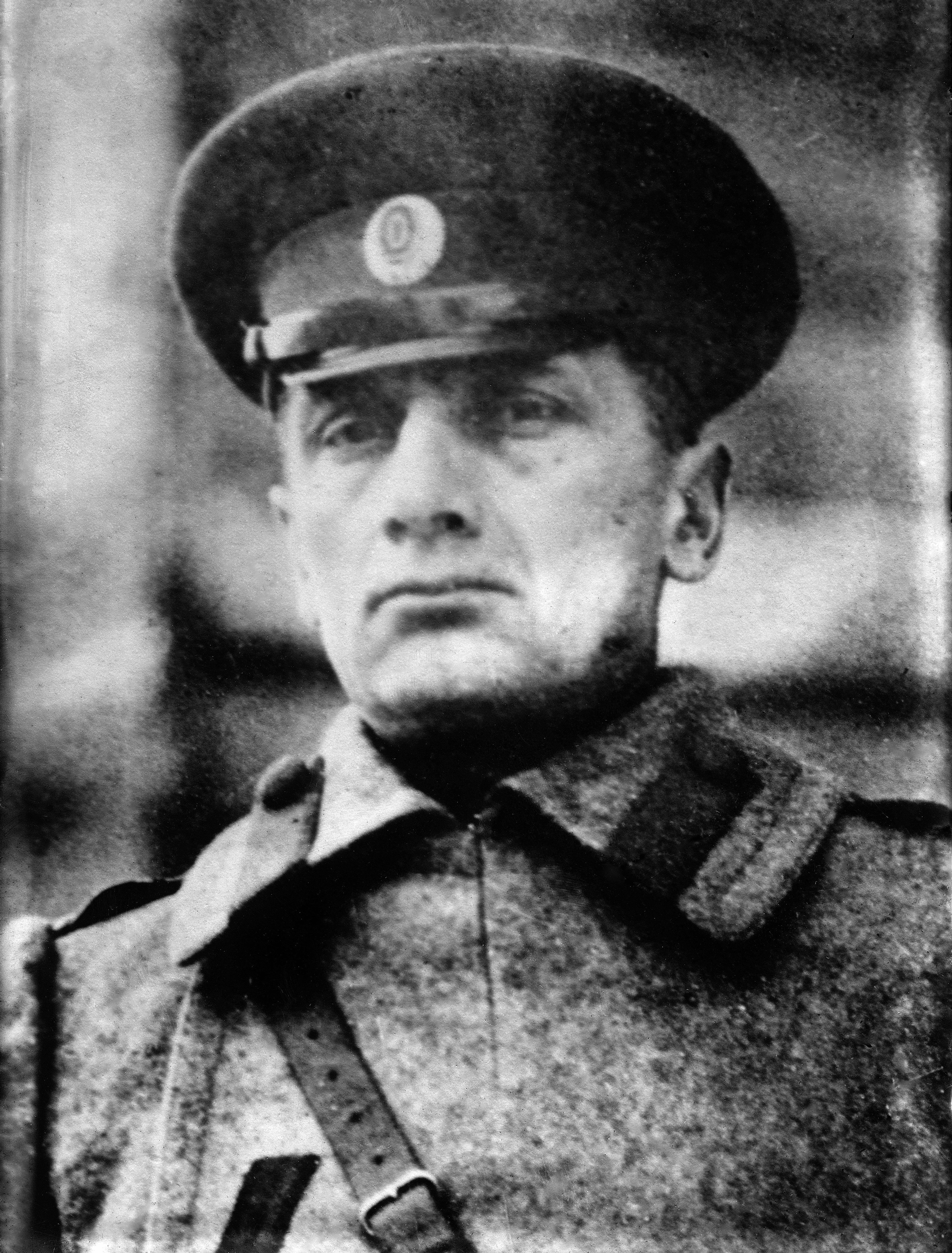
L'amiral Alexandre Vassilievitch Koltchak, fils du major-général Vassili Ivanovitch Koltchak

Dans le magazine mensuel Collection de la mer, parurent ses articles : Sur la colline Malakov, Histoire de l'usine sidérurgique Oboukhovski relative aux progrès du matériel de l'artillerie (tous deux parurent en 1894). En 1904, sous le titre Guerre et captivité, il publia ses souvenirs de la campagne de Sébastopol.
Ses relations avec son fils, Alexandre Vassilievitch Koltchak furent très enrichissantes pour le futur amiral et explorateur polaire. Vassili Ivanovitch Koltchak inculqua à son très jeune fils la passion de la marine, les connaissances scientifiques et la passion de l'exploration. 

## Décès
Vassili Ivanovitch Koltchak décéda le 4 avril 1913 à Saint-Pétersbourg.

## À noter
Ilia Posokhov, le beau-père de Vassili Ivanovitch Koltchak, fut le dernier maire d'Odessa, il fut exécuté par les Bolcheviks en 1920,.